# 上烏斯隆區

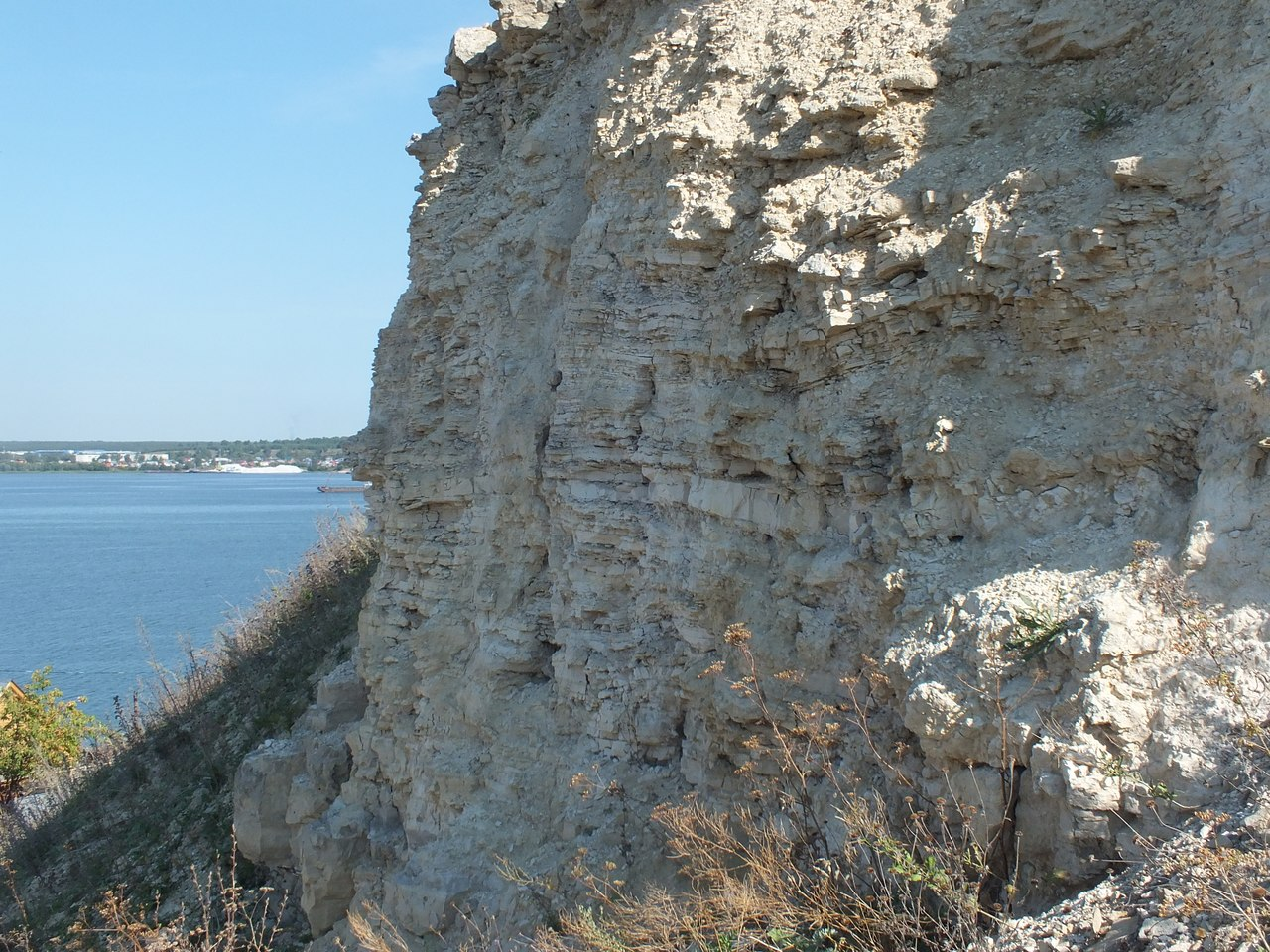

55°38′N 48°46′E / 55.633°N 48.767°E
上烏斯隆區（俄语：Верхнеуслонский район），是俄羅斯的一個區，位於該國西部，由韃靼斯坦共和國負責管轄，面積1,373.9平方公里，2010年人口16,641，人口密度每平方公里12.11人。